# Stinson Campbell
Stinson Campbell war ein Politiker aus St. Vincent und die Grenadinen.
Er vertrat ab dem 3. Oktober 1957 bis 1961 den Wahlkreis Kingstown im House of Assembly. Er war Mitglied der People’s Political Party.